# Carlos Medina
Carlos Farias Medina, mais conhecido como Carlos Medina (Porto Alegre, 28 de agosto de 1947 - 27 de março de 2011), foi um Intérprete de samba-enredo brasileiro, considerado ídolo 
na escola Imperadores do Samba radicado no Carnaval de Porto Alegre.

## Biografia
Iniciou sua trajetória musical no quartel cantando com os colegas de farda. Morador do bairro Partenon, em 1977 Carlos Medina fez sua estreia como solista principal no Cordão de Sociedades Floresta Aurora e na Escola de Samba Acadêmicos da Orgia. Nesta época, Medina, já participava de grupos musicais, iniciou no grupo Dólar, passando também pelos grupos Metáis Sons, Musical Everest, Grupo São Francisco e Grupo Mensagem.
Prestou também teste vocal na OSPA, sendo aprovado e permanecendo lá por 10 anos.Passou por todas as grandes escolas de samba do carnaval de Porto Alegre, Praiana, Acadêmicos da Orgia, Império da Zona Norte, Restinga, União da Vila do IAPI, Bambas da Orgia e a escola que mais se identificou - a Imperadores do Samba.Também foi diretor de harmonia da banda Saldanha.Nos anos 80 e 90 Medina gravou LPs e CDs de samba e música romântica.
Hexacampeão do carnaval de Porto Alegre, faleceu aos 63 anos, em 27 de março de 2011 de insuficiência cardiorrespiratória. O sambista já apresentava problemas renais há alguns anos,  fazia sessões de hemodiálise três vezes por semana, e também sofria de diabetes.

## Homenagens
No Carnaval de 2014, a escola de samba Acadêmicos da Orgia homenageou Carlos Medina, por considerá-lo o maior ícone do samba gaúcho. Com o enredo “Alô harmonia! Carlos Medina, a voz que encantou o universo do Samba”.
No dia 29 de junho de 2015, a câmara de vereadores de Porto Alegre aprovou  o projeto de lei de autoria da Mesa Diretora que denomina Rua Carlos Medina o logradouro não cadastrado conhecido como Rua C - Sport Club Internacional, localizado no Bairro Praia de Belas, junto ao Estádio Beira-Rio.

## Prêmios e indicações

### Prêmio Açorianos
| Ano  | Categoria      | Indicação     | Resultado |
| ---- | -------------- | ------------- | --------- |
| 1996 | Cantor         | Carlos Medina | Venceu    |
| 1999 | Disco de Samba | Nova Estação  | Venceu    |